# Dvärganoa
Dvärganoa eller bergsanoa (Bubalus quarlesi) är ett oxdjur som förekommer i Indonesien. Den är nära släkt med arten låglandsanoa och räknas ibland som underart till denna.

## Kännetecken
Dvärganoa når en kroppslängd upp till 150 centimeter och en mankhöjd omkring 70 centimeter. Den ulliga pälsen har en mörkbrun till svart färg. Hos bägge kön finns horn som blir 15 till 19 centimeter långa. Arten skiljer sig från låglandsanoan genom avsaknaden av vita mönster vid strupen, en tätare päls och kortare svans samt horn.

## Utbredning och habitat
Arten är endemisk på den indonesiska ön Sulawesi samt på den mindre ön Buton som ligger i närheten. Habitatet utgörs av skogar, främst av regnskogar upp till 2 300 meter över havet. De föredrar områden som inte störs av människor ofta i närheten av vattendrag.

## Levnadssätt
Enligt aktuell bedömning lever individerna ensamma eller i par. De är främst aktiva tidigt på dagen och vilar på eftermiddagen gömda bland tät vegetation. Födan utgörs uteslutande av växter som blad, gräs och mossa.
Det är inte mycket känt om fortplantningssättet. Efter dräktigheten som varar i 275 till 315 dagar föder honan oftast en unge. Ungarna är i början ljusare än vuxna djur.

## Status och hot
Dvärganoa hotas främst genom jakt och habitatförstöring. Populationen är idag uppdelad på flera mindre områden som delvis är skyddade. IUCN uppskattar beståndet till 2 500 individer och kategoriserar arten som starkt hotad (EN).